# 交叉銷售
交叉銷售（英語：cross-selling）是一種向客戶銷售互補性產品的行銷方式，通常透過通路取得行銷與顧客資料，以確認哪些是具獲利性的目標顧客，並針對該目標客群，設計能滿足其需求及興趣的產品與服務，從中找出交叉銷售的契機。換言之，交叉銷售就是說服客戶購買他們已經購買的相關產品。